# وسام النصر للقديس جرجس
وسام النصر للقديس جرجس (بالجورجية: წმინდა გიორგის სახელობის გამარჯვების ორდენი)، ts'minda giorgis sakhelobis gamarjvebis ordeni ) هو تكريم تمنحه حكومة جورجيا، التي تأتي في المرتبة الثانية بعد وسام البطل القومي. تأسست عام 2004.

## النظام الأساسي
أُنشئ وسام انتصار القديس جورج في 24 يونيو 2004. وهي تُمنح للجورجيين والأجانب «لدور استثنائي لعبوه في انتصارات جورجيا». الجائزة عبارة عن منحة مالية قدرها 6000 لاري جورجي. 

## المستفيدين البارزين
- جورج دبليو بوش - سياسي أمريكي، رئيس الولايات المتحدة؛ 2005. [2]
- جون ماكين - سياسي أمريكي؛ 2007. [3]
- زوراب نغيديلي - سياسي جورجي، رئيس وزراء جورجيا؛ 2007.
- فالداس أدامكوس - سياسي ليتواني، رئيس ليتوانيا؛ 2007.
- ليخ كاتزينسكي - سياسي بولندي، رئيس بولندا؛ 2007.
- فاختانغ كيكابيدزه - مغني وممثل سينمائي جورجي؛ 2008.
- فيتوتاس لاندسبيرجيس - سياسي ليتواني وعضو في البرلمان الأوروبي؛ 2009.
- إلدار شنجليا - مخرج سينمائي وسياسي جورجي؛ 2009.
- ديفي تشانكوتادزه - لواء جورجي؛ 2009.
- ديفيد نيراشفيلي - عميد جورجي؛ 2009.
- بيتراس فايتيكيناس - سياسي ليتواني ووزير خارجية ليتوانيا؛ 2009.
- جو بايدن - سياسي أمريكي ونائب رئيس الولايات المتحدة؛ 2009.
- جون إف تيفت - دبلوماسي للولايات المتحدة وسفير لدى جورجيا؛ 2009.
- فيكتور يوشينكو - سياسي أوكراني، رئيس أوكرانيا؛ 2009.
- فالديس زاتليرس - سياسي لاتفيا، رئيس لاتفيا؛ 2009.
- توماس هندريك إلفيس - سياسي إستوني، رئيس إستونيا؛ 2010.
- مارت لار - سياسي إستوني؛ 2010.
- ريتشارد هولبروك - دبلوماسي أمريكي؛ بعد وفاته، 2010.
- جو ليبرمان - سناتور أمريكي؛ 2010.
- هنري دي رينكورت - سياسي فرنسي، وزير مكلف بالتعاون؛ 2011.
- ألكسندر لومايا - سياسي جورجي، مبعوث لدى الأمم المتحدة؛ 2011.
- نيكولا ساركوزي - سياسي فرنسي، رئيس فرنسا؛ 2011.
- فاتسلاف هافيل - كاتب ورجل دولة تشيكي؛ 2011.
- كرزيستوف ليسيك - سياسي بولندي وعضو في البرلمان الأوروبي؛ 2011.
- فانو ميرابيشفيلي - سياسي جورجي، وزير الداخلية؛ 2012.
- راماز نيكولايشفيلي - سياسي جورجي، وزير البنية التحتية؛ 2012.
- بيل كلينتون - سياسي أمريكي، رئيس الولايات المتحدة؛ 2013.
- عبد الله جول - سياسي تركي، الرئيس الحادي عشر لجمهورية تركيا؛ 2013
- أندري إيلاريونوف - اقتصادي ورجل دولة روسي؛ 2013.
- ديفيد سيرجينكو - وزير الرعاية الصحية في جورجيا؛ 2015.